# 桑多梅日地区巴拉努夫
桑多梅日地区巴拉努夫 （波蘭語：Baranów Sandomierski，[baˈranuf sandɔˈmʲɛrskʲi]）是波蘭的一座城市。2009年，有人口1,440人。
50°29′55″N 21°32′08″E / 50.49861°N 21.53556°E